# EVR Infra
EVR Infra AS, Eesti Raudtee Infra - narodowy zarządca infrastruktury kolejowej w Estonii. Spółka zależna firmy Eesti Raudtee.
Przedsiębiorstwo zostało powołane w 2009 r. w związku z restrukturyzacją Kolei Estońskich (EVR). Należy do niej główna sieć kolejowa w Estonii. Spółka posiada w administrowaniu około 800 kilometrów linii kolejowych, w tym około 133 kilometrów linii zelektryfikowanych.